# 韦丹 (法国)
韦丹（法語：Vesdun，法語發音：[vedœ̃]）是法国谢尔省的一个市镇，位于该省南部，属于圣阿芒蒙龙区。

## 地名
该地名“Vesdun”发音为[vɛdœ̃]，字母“s”不发音，《世界地名翻译大辞典》与《世界地名译名词典》将其误译作“韦斯丹”。

## 地理
韦丹（46°32'20"N, 2°25'46"E）面积48.61 平方千米，位于法国中央-卢瓦尔河谷大区谢尔省，该省份为法国中部省份，北起卢瓦雷省，西接卢瓦-谢尔省和安德尔省，南至克勒兹省，东南接阿列省，东临涅夫勒省。
与韦丹接壤的市镇（或旧市镇、城区）包括：圣代西雷、屈朗、埃皮讷伊-勒弗勒里耶勒、阿尔农河畔卢瓦、圣克里斯托夫-勒绍德里、圣维特、索尔宰勒波捷。
韦丹的时区为UTC+01:00、UTC+02:00（夏令时）。

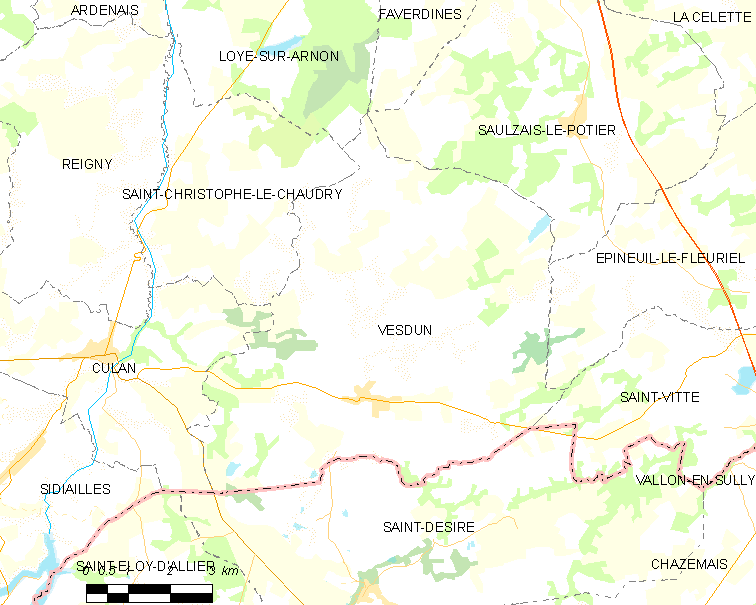
韦丹的OSM定位图

## 行政
韦丹的邮政编码为18360，INSEE市镇编码为18278。

## 政治
韦丹所属的省级选区为沙托梅扬县。

## 人口

1962-2008年间韦丹人口变化图示

韦丹于2022年1月1日时的人口数量为544人。